# Аристолохиевая кислота
Аристолохиевые кислоты — семейство органических соединений растительного происхождения, обладают канцерогенным, мутагенным и нефротоксическим действием. Обычно встречаются в цветковых растениях семейства Кирказоновые (Aristolochiaceae). Наиболее распространённым представителем является аристолохиевая кислота I (АК-I). В частности два рода семейства Кирказоновые Кирказон (Beaucarnea) и Asarum широко используются в традиционной китайской фитотерапии. Несмотря на то, что эти растения-хозяева имеют долгую историю применения в традиционной медицине, современные клинические исследования показывают, что аристолохиевые кислоты вызывают рак почек и печени. Управление по санитарному надзору за качеством пищевых продуктов и медикаментов США (FDA) выпустило предупреждения относительно потребления добавок, содержащих АК.

## История

### Раннее медицинское применение
Кирказоны и содержащиеся в них аристолохиевые кислоты были довольно широко распространены в древнегреческих и римских медицинских текстах, где к V веку до н. э. прочно утвердились в качестве лекарственного растения. Кирказоны упоминаются в аюрведических текстах к 400 году н. э., а в китайских текстах позднее — в V веке. В те древние времена их использовали для лечения заболеваний почек и мочевыводящих путей, а также подагры, укусов змей и ряда других заболеваний. Они также считались эффективным противозачаточным средством. Во многих случаях кирказоны были лишь одним из многочисленных ингредиентов, используемых для создания мазей и бальзамов. В начале I века в римских текстах кирказон впервые упоминается как компонент пероральных лекарств, которые использовались для лечения таких заболеваний, как астма, икота, мышечные спазмы и боли, а также для облегчения отхождения последа.

## Открытие токсичности

### Почечная токсичность

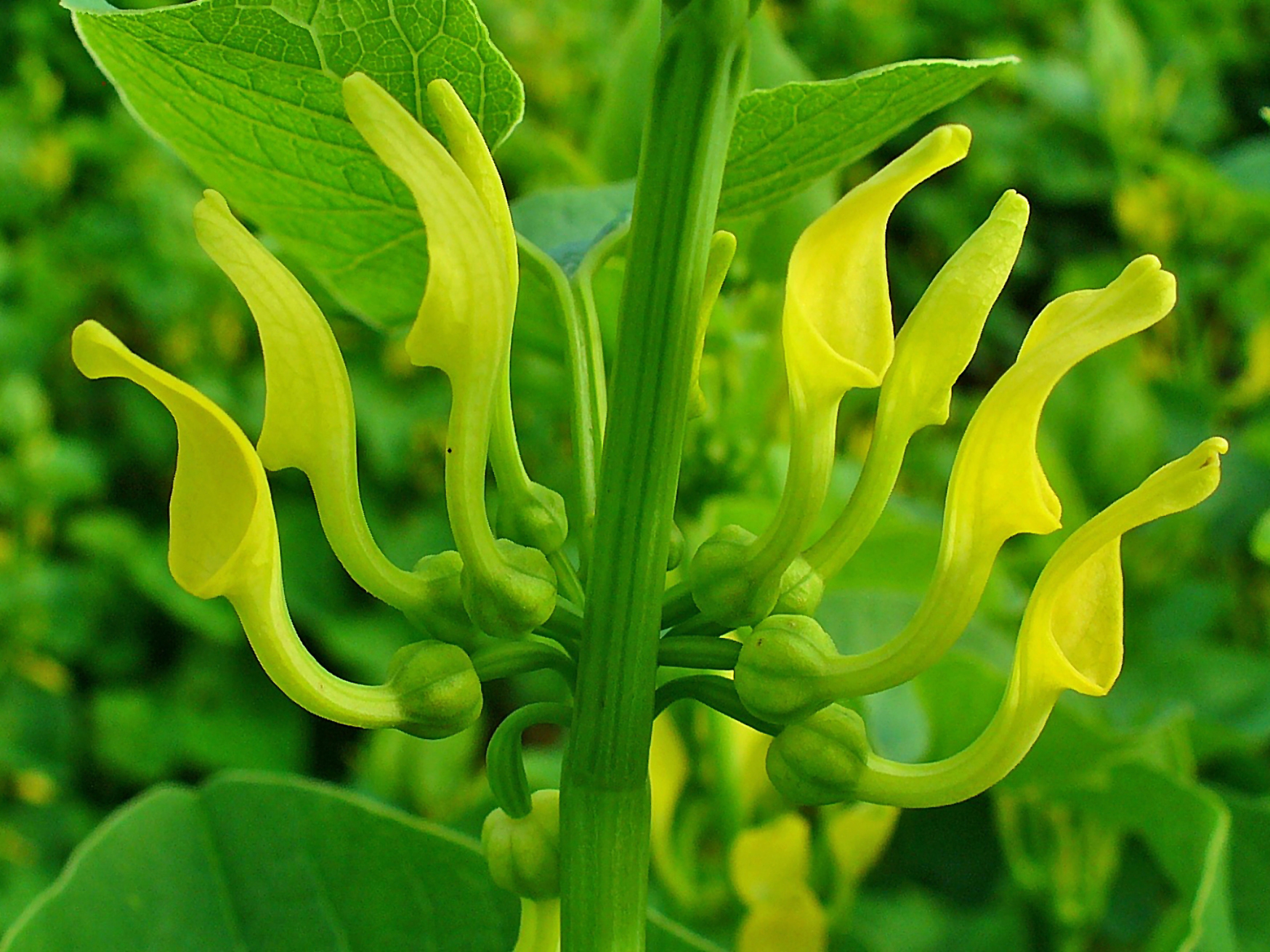
Aristolochia clematitis, растение вызывающее т. н. «балканскую эндемическю нефропатию» (БЭН).

Отравление аристолохиевой кислотой было впервые диагностировано в клинике в Брюсселе (Бельгия), когда у группы женщин, принимавших одну и ту же добавку для похудения Aristolochia fangchi, содержащую аристолохиевую кислоту, наблюдались случаи нефрита, приведшего к быстрой почечной недостаточности. Этот нефрит получил название «нефропатия китайских трав» (НТК) из-за происхождения этой добавки для похудения. Аналогичное состояние, ранее известное как балканская эндемическая нефропатия (БЭН), впервые описанное в 1950-х годах в юго-восточной Европе, позже было обнаружено также как результат потребления аристолохиевой кислоты (АК). НТК прогрессирует медленнее, чем нефрит, наблюдаемый при НТК, но, вероятно, вызвано воздействием ААК в низких дозах, возможно, из-за загрязнения семян пшеничной муки растением семейства кирказонных, Aristolochia clematitis. CHN и BEN попадают под категорию, которая сейчас известна как нефропатия аристолохиевой кислоты.

### Рак печени
Исследование, опубликованное в журнале Science Translational Medicine в октябре 2017 года, выявило высокую заболеваемость раком печени в Азии, особенно на Тайване, где наблюдалась «чётко выраженная мутационная сигнатура» аристолохиевых кислот. Аналогичная связь была обнаружена во Вьетнаме и других странах Юго-Восточной Азии. В сравнении с этим, в Европе и Северной Америке этот показатель был значительно ниже.

## Биосинтез

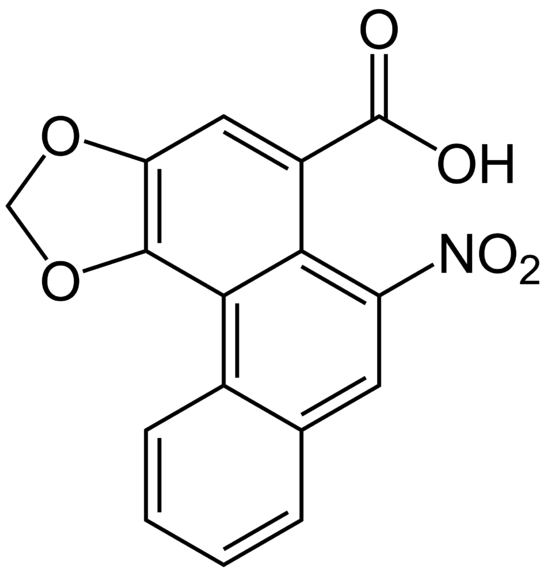
Аристолохиевая кислота II

Растительный препарат, известный как аристолохиевая кислота, содержит смесь многочисленных структурно родственных нитрофенантреновых карбоновых кислот, обычно состоящих из двух основных соединений: аристолохиевой кислоты I (AA-I) и аристолохиевой кислоты II (AA-II). Биосинтез этих соединений вызвал значительный интерес, во многом благодаря включению в их структуру как арилкарбоновой кислоты, так и арилнитрогруппы, которые редко встречающейся в природных продуктах. Это предполагает очевидную биогенетическую связь с хорошо известными апорфиновыми алкалоидами. Более того, эта связь предполагает биосинтетическую связь с норлауданозолином (тетрагидропапаверолином) или родственными бензилизохинолиновыми предшественниками, которые, в свою очередь, происходят от тирозина. Исследования выращивания растения Aristolochia sipho с добавлением уникальных меченых изотопом 14C соединений [3-14C]-тирозина, [2-14C]-допамина и [2-14C]-дигидроксифенилаланина привели к выделению 14C-AA-I в каждом случае, что проиллюстрировало, что апорфиновый алкалоид стефанин может быть предшественником AA-I, поскольку тирозин, L-ДОФА и дофамин были известными предшественниками норлауданозолина: тирозин метаболизируется в L-ДОФА, который превращается в дофамин, который, в свою очередь, метаболизируется в 3,4-дигидроксифенилацетальдегид (ДОФАЛ). Циклизация этих двух соединений приводит к образованию норлауданозолина посредством конденсации, подобной реакции Пикте-Шпенглера, катализируемой синтетазой норлауданозолина.
Последующие исследования с использованием (±)-[4-14C]-норлауданозолин, также привели к образованию 14C-меченого AA-I, что дополнительно подтверждает предположение о возможном промежуточном участии норлауданозолина и стефанина в биосинтезе AA-I. Исследования деградации изолированного 14C-меченого AA-I показали, что атом углерода в положении C4 кольца бензилтетрагидроизохинолина норлауданозолина был включён исключительно в карбоксильную группу AA-I. При повторении этого исследования с использованием [4-14C]-тетрагидропапаверина меченый AA-I не был выделен; это наблюдение показало, что для биосинтеза AA-I из норлауданозолина необходима реакция окисления фенола, что дополнительно подтверждает промежуточное участие апорфиновых промежуточных соединений. Результаты эксперимента с Aristolochia sipho (±)‑[3‑14C, 15N]-тирозином с последующей деградацией изолированного меченого двумя изотопами AA-I предоставили доказательства того, что нитрогруппа AA-I происходит из аминогруппы тирозина.

## Симптомы отравления и диагноз
Воздействие аристолохиевой кислоты связано с высокой частотой возникновения уроэпителиальных опухолей и развитием уротелиального рака. Поскольку аристолохиевая кислота является мутагеном, она со временем наносит вред. Пациентам часто сначала ставится диагноз нефропатия, вызванная аристолохиевой кислотой (AAN), которая представляет собой быстро прогрессирующую нефропатию, повышающую риск развития почечной недостаточности и уротелиального рака. Однако уротелиальный рак наблюдается только спустя долгое время после употребления. Согласно одному исследованию, в среднем обнаруживаемый рак развивается через десять лет после начала ежедневного употребления аристолохиевой кислоты.
Диагноз AAN у пациента может быть подтвержден с помощью фитохимического анализа потребляемых растительных продуктов и обнаружения ДНК-аддукта аристолактама в почечных клетках. (Аристолохиевая кислота метаболизируется в аристолактам.) Кроме того, мутации белков при раке почек, возникающие в результате трансверсии пар A:T в T:A, характерны для мутаций, вызванных аристолохиевой кислотой. В некоторых случаях раннее обнаружение, приводящее к прекращению потребления продуктов, содержащих аристолохиевую кислоту, может привести к исцелению поражения почек.

## Фармакология

### Всасывание, распределение, метаболизм и выведение
После попадания внутрь аристолохиевая кислота I всасывается через желудочно-кишечный тракт в кровь и распределяется по всему организму.
Аристолохиевые кислоты метаболизируются окислительно-восстановительными путями, или фазой I метаболизма. Восстановление аристолохиевой кислоты I приводит к образованию аристолактама I, который обнаруживается в моче. Дальнейший метаболизм аристолохиевой кислоты I путём O-деметилирования приводит к образованию аристолактама Ia, главного продукта метаболизма. Кроме того, нитровосстановление приводит к образованию N-ацилнитрениевого иона, который может образовывать аддукты с ДНК, что обуславливает мутагенные свойства аристолохиевой кислоты I. Аддукты аристолохиевой кислоты I, связанные с ДНК, чрезвычайно стабильны; они были обнаружены в образцах биопсии пациентов, взятых через 20 лет после контакта с растениями, содержащими аристолохиевую кислоту. Выведение аристолохиевых кислот и их метаболитов осуществляется с мочой.

### Механизм действия
Точный механизм действия аристолохиевой кислоты неизвестен, особенно в отношении нефропатии. Считается, что канцерогенные эффекты аристолохиевых кислот обусловлены мутацией гена-супрессора опухолей p53, которая, по-видимому, уникальна для канцерогенеза, связанного с аристолохиевой кислотой. Механизм нефропатии, вызванной потреблением аристолохиевой кислоты, до конца не изучен, но в почках пациентов с ААН обнаружены ДНК-аддукты, характерные для мутаций, вызванных аристолохиевой кислотой, что указывает на их возможную роль.